# Parafia Świętych Apostołów Piotra i Pawła w Broniszewicach
Parafia Świętych Apostołów Piotra i Pawła w Broniszewicach – parafia rzymskokatolicka należąca do dekanatu czermińskiego diecezji kaliskiej. Parafia liczy 700 wiernych.
Do parafii należą wierni mieszkający w następujących miejscowościach: Broniszewice Nowe, Marianin, Nowe Polskie i Psienie-Ostrów.

## Historia
Około 1905 w Broniszewicach osiedlali się koloniści niemieccy wyznania rzymskokatolickiego. W latach 1906–1919 zbudowali dla siebie neobarokowy kościół. Parafię erygowano w 1909 roku, wydzielając ją z Parafii św. Michała Archanioła w Broniszewicach.
Od 25 marca 1992 parafia terytorialnie należy do diecezji kaliskiej, wcześniej w gnieźnieńskiej.

## Proboszczowie
- ks. Hieronim Żurawski (od 2020)
- ks. kan. Kazimierz Klósak (1993–2020)[4]
- ks. Andrzej Kuźmiński (1989–1993)
- ks. Tadeusz Godek (1971–1989)
- ks. Wacław Krause (1949–1971)
- ks. Franciszek Kryszak (1945–1949)